# نوروود راسل هانسون
نوروود راسل هانسون (بالإنجليزية: Norwood Russell Hanson)‏ (17 أغسطس 1924 - 18 أبريل 1967) كان فيلسوف علوم أمريكي. كان من الأوائل في تطوير الحجة التي تنص على أن الملاحظة محملة بالنظرية -لأن لغة الملاحظة ولغة النظرية متداخلتان بشكل كبير- وأن الإدراكين التاريخي والمعاصر متداخلان بصورة وثيقة على نحو مماثل. كان اهتمامه الفكري المركزي الوحيد الأكثر أهمية يتمحور حول فهم منطق الاكتشاف وتطويره.

## عمله
أكثر أعمال هانسون شهرة هو أنماط الاكتشاف (1958) الذي يناقش فيه بأن ما نراه وندركه، ليس ما تستقبله حواسنا، بل معلومات حسيّة مُنقحة من قبل تصوراتنا المسبقة، مفهوم سيعرف لاحقًا بـ «الإطار المواضيعي». استشهد هانسون بالأوهام البصرية مثل المرأة الباريسية العجوز الشهيرة (أنماط الاكتشاف، ص. 11)، التي يمكن رؤيتها بطرق مختلفة. يرسم هانسون خطًا فاصلًا بين «يبدو كأن» و«يبدو أن» الذي أصبح فكرة أساسية في تطوير نظريات حول الإدراك والمعنى. كان يريد صياغة منطق يفسر كيفية حدوث الاكتشافات العلمية. مستخدمًا بحث «الاحتمال» لتشارلز ساندرز بيرز لهذا الغرض.
من ضمن كتبه الأُخرى كتاب مفهوم البوزوترون (1963). كان هانسون مدافعًا مخلصًا عن تفسيرات كوبنهاغن لميكانيكا الكم، التي تعتبر أسئلةً من قبيل «أين كان الجسيم قبل قياس موقعه؟» بلا معنى. كانت القضايا الفلسفية المطروحة عناصر مهمة في أعمال هانسون حول الإدراك ونظرية المعرفة. كان مولعًا في المغالطات والمفاهيم المترابطة مثل الارتياب، واللايقين، ومبرهنات عدم الاكتمال؛ لذلك كان يبحث عن نماذج للمعرفة قادرة على أن تشمل هذه العناصر، بدلًا من شرحها.
تضمنت أعماله بعد وفاته ما لا أؤمن به ومقالات أُخرى (1971)، وأبراج وتخمينات (1973). هو معروف أيضًا لمقالاته ما لا أؤمن به ومعضلة اللاأدرية، من بين كتابات أُخرى حول النظم العقائدية.

من مقدمة مايكل سكريفن لكتاب هانسون «الإدراك والاكتشاف»
بشكل عام يواصل هانسون تطبيق المقاربة الفتغنشتاينية في فلسفة العلم، كما فعل وايزمان وتولمان أيضًا. لكن هانسون يتخطى ذلك بكثير، مستكشفًا اسئلة عن الإدراك والاكتشاف العلمي أكثر تفصيلًا، ورابطًا إياها بتاريخ العلم بهدف إغنائه وتوضيحه. كان هانسون من المفكرين القلائل في تقليد ويلي، وهو رجل أجلّه كثيرًا، الذين يمكن الاستفادة منهم وتقديم منافع لتاريخ وفلسفة العلم.

## تأثيره
تابع توماس كون عمل هانسون أنماط الاكتشاف بالعمل المعروف في عام 1962، بُنية الثورات العلمية، العمل الذي تحدى التصورات السائدة عن تطور العلم، التصورات التي امتدت من قيود التجريبية المنطقية إلى الفرضيات الساذجة للواقعية العلمية الموضوعية. قاد هانسون حركة نقل تاريخ العلم إلى فلسفة العلم، وهما مجالان متباينان في حينها- اذ أصر هانسون على أن دراسة موفقة لأحد المجالين تتطلب فهمًا عميقا للمجال الثاني. مع مساهمة كون، أصبحت رؤية هانسون متعددة الاختصاصات مقبولة بشكل عام. ساهم أيضًا بشكل مماثل عملُ روبرت نويزك في عام 1974 الفوضوية، والدولة، واليوتوبيا في الفلسفة السياسية، مقتبسا من هانسون لأجل فهم «كامل العالم السياسي»، من خلال «فهم المجال السياسي بالمصطلحات اللاسياسية».

## حياته

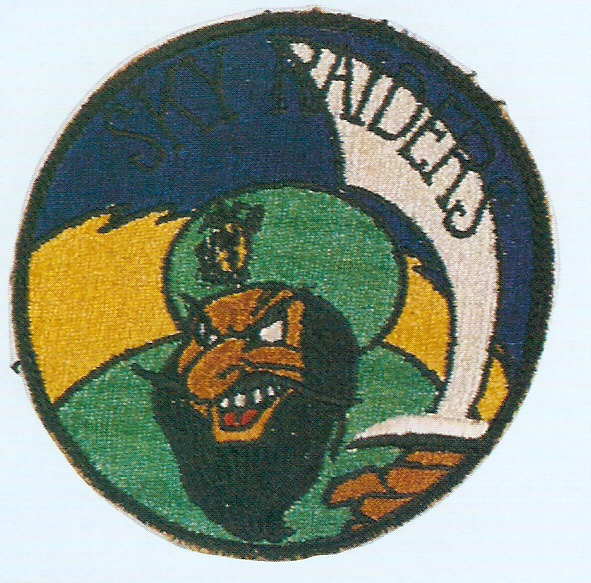
الشعار الذي صممه هانسون

وُلد هانسون في عام 1924 في مقاطعة كورتلاند، نيويورك. درس عزف البوق مع الأسطورة وليام فاكيانو وعزف في قاعة كارنجي، لكن هذه السيرة الموسيقية توقفت جراء الحرب العالمية الثانية. جُنّد في خفر سواحل الولايات المتحدة، ولاحقًا نُقل إلى خفر سواحل الولايات المتحدة، حيث تلقى تدريب طيار مقاتل، مطورًا سمعته ليصبح «طيارًا ممتازًا» (اشتهر بالتحليق حول جسر غولدن غيت). خدم على متن يو إس إس فرانكلين المنكوبة في سرب ڤي إم إف-452 «سكاي رايدرز»، حيث صمم شعار السرب. حين قُصفت البارجة فرانكلين وكانت على وشك أن تُدمر في 19 مارس عام 1945، وُصفت طائرته بأنها «الطائرة الأخيرة من بغ بن».
بعد التحليق لأكثر من 2,000 ساعة، عاد إلى حياته المدنية، باحثًا ومفضلًا التعليم عبر قانون جاي.آي.بيل على الاستمرار في الحياة الموسيقية. حصل على شهادات من جامعة شيكاغو وجامعة كولومبيا، ثم تابع وزوجته فاي إلى المملكة المتحدة في عام 1949، في إطار منحة فولبرايت. أكمل عدة شهادات في كل من جامعة أكسفورد وكامبردج، وبقي في بريطانيا بهدف مواصلة التدريس والكتابة.

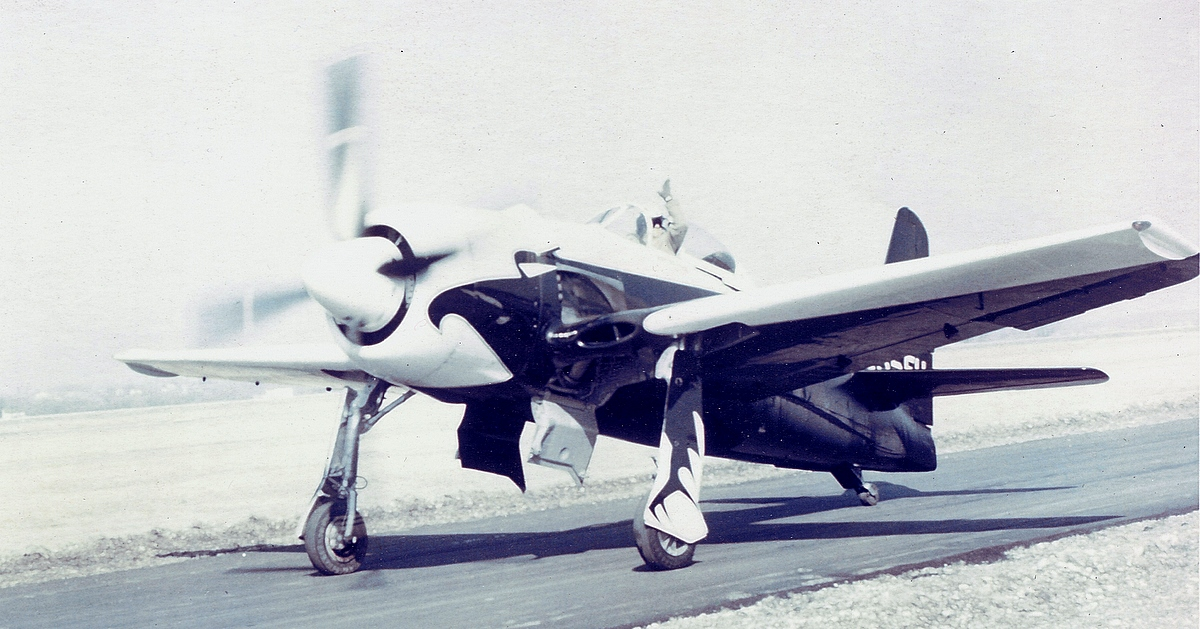
طائرة هانسون

ترك هانسون حياة التدريس في كامبردج عائدًا إلى الولايات المتحدة. أسس في عام 1957 قسم تاريخ وفلسفة العلم في جامعة إنديانا وهو القسم الأول من نوعه، وحصل على زمالة في معهد الدراسات الحديثة في برينستون، نيوجيرسي. في عام 1963، انتقل هانسون إلى جامعة ييل. استمر مدربًا بقيادة طائرة من نوع نورث أمريكان تي-6 تيكسان، ثم طائرة من نوع غرومان إف 8 إف بيركات. كان أسلوبه غير المعتاد وتاريخه الشخصي، بما فيه بهلوانياته الجوية فوق ييل باول واستعراضاته الجوية بوصفه «البروفيسور الطائر»، محفوظ من قِبل جيل كامل من الطلاب من ضمنهم جون كيري. كان وقته في ييل متوترًا بسبب سياسات الحرم الجامعي، حيث ضُبِط وسط صراع معيب 1964-65 حول سياسات ييل المنصبية (قضية بيرنستاين).
توفي هانسون في عام 1967، عندما تحطمت طائرته بيركات في ضباب كثيف في أثناء طريقه إلى إثيكا، نيويورك. مخلفًا ورائه زوجته فاي وأطفاله تريفر المولود في عام 1955 وليزلي المولودة في عام 1958. انتهت حياته الغنية المعقدة -الممتدة من الملاكمة في بطولة غولدن غلوفز إلى رسومه التوضيحية لإلياذة هوميروس؛ ومن تخييمه في هارلي ديفيدسون وصولًا إلى شهادته أمام مجلس الشيوخ الأمريكي؛ ومن فترة شباب قاسية في المدينة إلى منحة دراسية متميزة- وهو في سن الثانية والأربعين، مع عشرة كتب قيد التأليف، من ضمنها تاريخ نظرية الديناميكا الهوائية.[بحاجة لمصدر]

## أعماله

### الكتب
- أنماط الاكتشاف: تحقيق في الأسس المفهومية للعلم. مطبوعات جامعة كامبردج، 1958. ISBN 0-521-05197-5
- مفهوم البوزوترون. مطبوعات جامعة كامبردج، 1963.  ISBN 0-521-05198-3
- الإدراك والاكتشاف: مقدمة في التحقيق العلمي، 1969. ISBN 0-87735-509-6
- الملاحظة والتفسير: دليل إلى فلسفة العلم، 1971.  ISBN 0-06-131575-3
- ما لا أؤمن به ومقالات أخرى، (تي. تولمان/وولف)، 1971.  ISBN 90-277-0191-1
- أبراج وتخمينات، (تي. همفريز)، 1973.  ISBN 90-277-0192-X

### وسائل الإعلام الأخرى
«فلسفة العلم: الملاحظة والتفسير»، صوت أمريكا بُثّ في عام 1964 (سُجّل في عام 1963).